# Lista de álbuns número um em 2009 no Japão

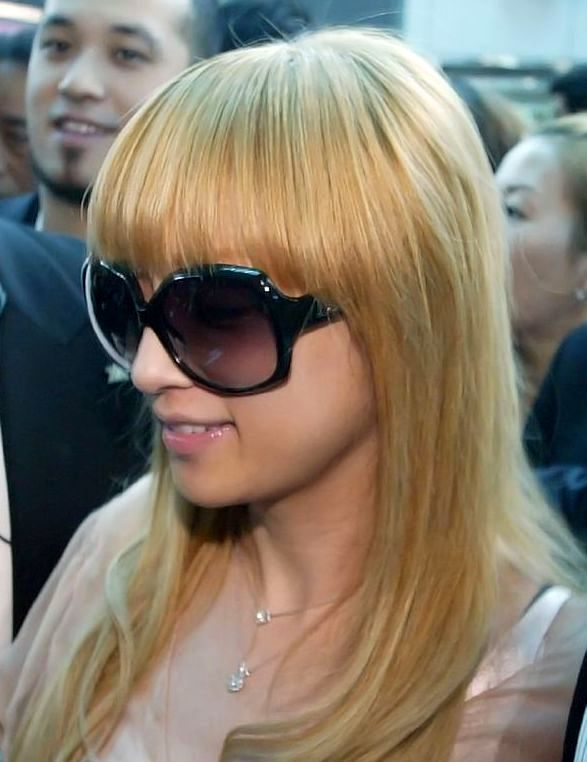
Ayumi Hamasaki, a artista que por onze anos consecutivos, desde sua estréia, tem ao menos um álbum número um de vendas.

Os álbuns e mini-álbuns mais vendidos no Japão, são classificados na Oricon Weekly Chart e publicados pela revista Oricon Style. Os dados são compilados pela Oricon com base nas vendas físicas semanais de cada álbum. Em 2009, 46 álbuns atingiram o topo das paradas.
O grupo de rock Unicorn lançou o seu álbum de retorno, Chambre, que estreou no topo das paradas tornando-se o segundo grupo após Kaguyahime em 1978 a conseguir este feito. O grupo pop Dreams Come True estabeleceu o recorde de vendas com a maior quantidade de álbuns números um de um grupo vocal feminino, com o décimo quinto álbum de estúdio, Do You Dreams Come True? [sic], conseguindo o seu décimo segundo álbum número um colocando-os à frente de Zard. Com o lançamento de seu décimo álbum de estúdio, Next Level, a artista pop Ayumi Hamasaki se tornou a primeira artista a ter pelo menos um álbum número um há 11 anos consecutivos desde a sua estréia. Ultimate Diamond produzido pela cantora de pop-rock Nana Mizuki foi o primeiro álbum número um de uma seiyū.
A melhor venda geral de álbuns do ano de 2009 foi da boy band Arashi com o álbum de hits All the Best! 1999–2009, lançado em 19 de agosto de 2009, com vendas de mais de 1.432.000 cópias. O segundo álbum mais vendido foi o álbum de estúdio Supermarket Fantasy da banda de pop rock Mr. Children. Supermarket Fantasy foi lançado em 10 de dezembro de 2008 e vendeu mais de 1.251.000 cópias. A terceira maior vendagem foi do grupo pop Greeeen com o álbum de estúdio Shio, Koshō, lançado em 10 de junho de 2009, com vendas superiores a 1.000.000 de cópias. A quarta e quinta melhor vendagem de álbuns foi do grupo de R&B Exile com o álbum de estúdio Aisubeki Mirai e e seu álbum de compilação de 2008 Exile Ballad Best. Aisubeki Mirai e vendeu mais de 897.000 cópias e Exile Ballad Best vendeu mais de 847.000 cópias nas paradas anuais de vendas.

## Histórico das paradas

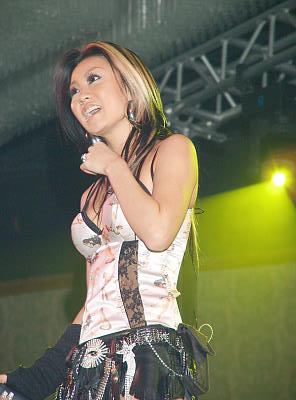
Kumi Koda alcançou a primeira posição por duas semanas com o álbum Trick.

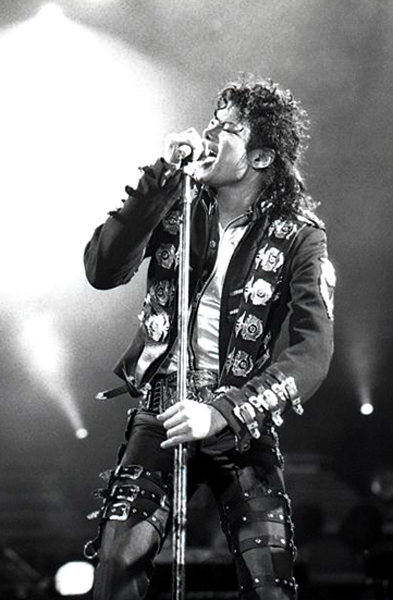
Michael Jackson foi um dos artistas estrangeiros a fazer presença nas paradas japonesas com o álbum This Is It.

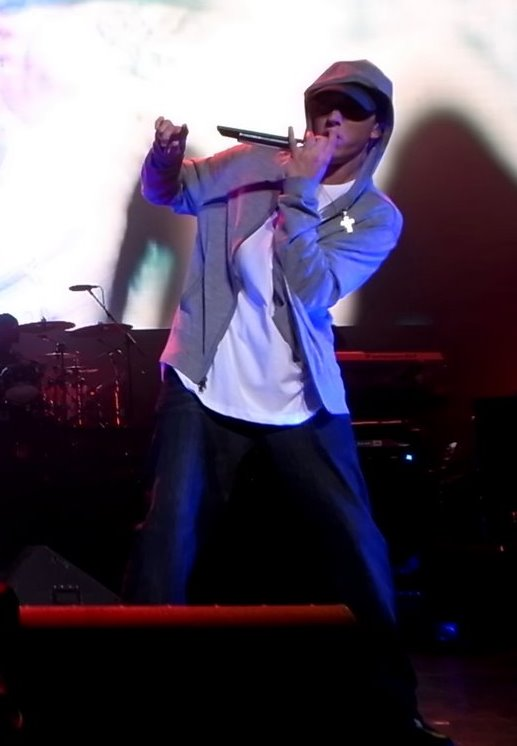
O rapper Eminem alcançou a primeira posição com o álbum Relapse.

| Semana da posição | Álbum                                        | Artista            | Referências |
| ----------------- | -------------------------------------------- | ------------------ | ----------- |
| 12 de janeiro     | My Song Your Song                            | Ikimono-gakari     | [ 8 ]       |
| 19 de janeiro     | Exile Ballad Best                            | Exile              | [ 9 ]       |
| 26 de janeiro     | Code Geass Complete Best                     | Vários artistas    | [ 10 ]      |
| 2 de fevereiro    | Touch Me!                                    | Mai Kuraki         | [ 11 ]      |
| 9 de fevereiro    | Trick                                        | Kumi Koda          | [ 12 ]      |
| 16 de fevereiro   | Trick                                        | Kumi Koda          | [ 13 ]      |
| 23 de fevereiro   | Love!: Thelma Love Song Collection           | Thelma Aoyama      | [ 14 ]      |
| 2 de março        | Chambre                                      | Unicorn            | [ 2 ]       |
| 9 de março        | Answer                                       | Angela Aki         | [ 15 ]      |
| 16 de março       | Funky Monkey Babys 3                         | Funky Monkey Babys | [ 16 ]      |
| 23 de março       | Remio Best                                   | Remioromen         | [ 17 ]      |
| 30 de março       | Do You Dreams Come True?                     | Dreams Come True   | [ 3 ]       |
| 6 de abril        | Next Level                                   | Ayumi Hamasaki     | [ 4 ]       |
| 13 de abril       | Do You Dreams Come True?                     | Dreams Come True   | [ 18 ]      |
| 20 de abril       | Shōnan no Kaze: Joker                        | Shōnan no Kaze     | [ 19 ]      |
| 27 de abril       | Puzzle                                       | Kanjani Eight      | [ 20 ]      |
| 4 de maio         | Tsuruno Uta                                  | Takeshi Tsuruno    | [ 21 ]      |
| 11 de maio        | Break the Records: By You & For You          | KAT-TUN            | [ 22 ]      |
| 18 de maio        | We All                                       | Hideaki Tokunaga   | [ 23 ]      |
| 25 de maio        | 21st Century Breakdown                       | Green Day          | [ 24 ]      |
| 1 de junho        | Relapse                                      | Eminem             | [ 25 ]      |
| 8 de junho        | Trash We'd Love                              | The Hiatus         | [ 26 ]      |
| 15 de junho       | Ultimate Diamond                             | Nana Mizuki        | [ 5 ]       |
| 22 de junho       | Shio, Koshō                                  | Greeeen            | [ 27 ]      |
| 29 de junho       | Shio, Koshō                                  | Greeeen            | [ 28 ]      |
| 6 de julho        | Sanmon Gossip                                | Ringo Shiina       | [ 29 ]      |
| 13 de julho       | Zankyō                                       | Masaharu Fukuyama  | [ 30 ]      |
| 20 de julho       | Triangle                                     | Perfume            | [ 31 ]      |
| 27 de julho       | Tegomass no Uta                              | Tegomass           | [ 32 ]      |
| 3 de agosto       | Hōkago Tea Time                              | Hōkago Tea Time    | [ 33 ]      |
| 10 de agosto      | Hello-Goodbye                                | Coming Century     | [ 34 ]      |
| 17 de agosto      | Calling                                      | Kobukuro           | [ 35 ]      |
| 24 de agosto      | Calling                                      | Kobukuro           | [ 36 ]      |
| 31 de agosto      | All the Best! 1999–2009                      | Arashi             | [ 37 ]      |
| 7 de setembro     | All the Best! 1999–2009                      | Arashi             | [ 38 ]      |
| 14 de setembro    | Box Emotions                                 | Superfly           | [ 39 ]      |
| 21 de setembro    | All My Best                                  | Mai Kuraki         | [ 40 ]      |
| 28 de setembro    | Best A.I.                                    | Ai                 | [ 41 ]      |
| 5 de outubro      | Ayaka's History 2006–2009                    | Ayaka              | [ 42 ]      |
| 12 de outubro     | Ayaka's History 2006–2009                    | Ayaka              | [ 43 ]      |
| 19 de outubro     | Furusato                                     | Yuzu               | [ 44 ]      |
| 26 de outubro     | The Best of Aqua Timez                       | Aqua Timez         | [ 45 ]      |
| 2 de novembro     | The Great Vacation Vol.2: Super Best of Glay | Glay               | [ 46 ]      |
| 9 de novembro     | This Is It                                   | Michael Jackson    | [ 47 ]      |
| 16 de novembro    | The Circle                                   | Bon Jovi           | [ 48 ]      |
| 23 de novembro    | Love Is Best                                 | Ai Otsuka          | [ 49 ]      |
| 30 de novembro    | Magic                                        | B'z                | [ 50 ]      |
| 7 de dezembro     | Imamade no A Men, B Men Desuto!?             | Greeeen            | [ 51 ]      |
| 14 de dezembro    | Ai Subeki Mirai e                            | Exile              | [ 52 ]      |
| 21 de dezembro    | J Album                                      | Kinki kids         | [ 53 ]      |
| 28 de dezembro    | Past Future                                  | Namie Amuro        | [ 54 ]      |